# حاشیه اقیانوس آرام: طغیان
حاشیه اقیانوس آرام: طغیان (انگلیسی: Pacific Rim: Uprising) فیلمی آمریکایی در ژانر هیولایی علمی–تخیلی به کارگردانی استیون اس. ده‌نایت است که در ۲۳ مارس سال ۲۰۱۸ توسط یونیورسال استودیوز منتشر شد. این فیلم دنباله‌ای بر حاشیه اقیانوس آرام (۲۰۱۳) به‌شمار می‌رود و از بازیگران آن می‌توان به جان بویگا، اسکات ایستوود، رینکو کیکوچی، آدریا آرجونا، و چارلی دی اشاره کرد.

## داستان
داستان فیلم ۱۰ سال پس از اتفاقات قسمت نخست رخ می‌دهد. جیک پنتکاست (جان بویگا) پسر استاکر با خواهرش ماکو (رینکو کیکوچی) همراه می‌شود تا نسل جدید ییگرها را رهبری کند و با تهدید جدید کایجو مقابله کند…